# Ligne de tramway 1 (SNCV Groupe de Tournai)
Pour les articles homonymes, voir Ligne 1.
La ligne 1 est une ancienne ligne de tramway du Groupe de Tournai de la Société nationale des chemins de fer vicinaux (SNCV) qui a fonctionné entre le 14 mars 1901 et le 26 avril 1952.

## Histoire

### Tournai Station-État - Templeuve Place

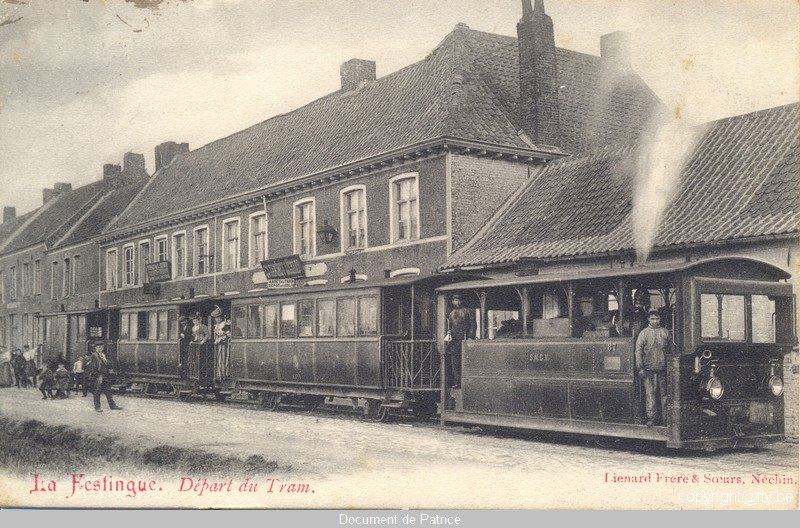
Locomotive à vapeur et remorques au terminus de Néchin La Festingue.

La ligne est mise en service en traction vapeur le 14 mars 1901 entre la gare de Tournai et Templeuve (nouvelle section, capital 95), l'exploitation est confiée à la SA des Tramways urbains et vicinaux (TUV),.

### Tournai Station-État - Néchin La Festingue
Le 23 avril 1905, elle est prolongée de Templeuve à Néchin La Festingue (nouvelle section, capital 95),.
En 1915, pour le transport de blessés, l'occupant allemand réalise la jonction entre le terminus de Néchin La Festingue et le terminus de Toufflers Douane de la ligne C des Tramways de Roubaix et de Tourcoing (TRT), également à l'écartement métrique. La retraite allemande en octobre 1918 entraine la destruction de nombreux ponts sur l'Escaut dont le pont Sorry à Froyennes et le pont Delwart à Tournai entrainant la suspension du service qui ne reprend qu'en octobre 1919 avec la reconstruction des ponts,.
En 1920, la SNCV reprend l'exploitation de la ligne.

### Tournai Station-État - Toufflers Douane
Le 15 décembre 1926, la ligne est prolongée de Néchin La Festingue à Toufflers Douane en France où elle assure la correspondance avec la ligne C française (section existante depuis 1915 mais restée inexploitée, capital 95),. La station douanière de Néchin La Festingue est probablement mise en service à cette occasion et l'évitement de l'ancien terminus démonté.

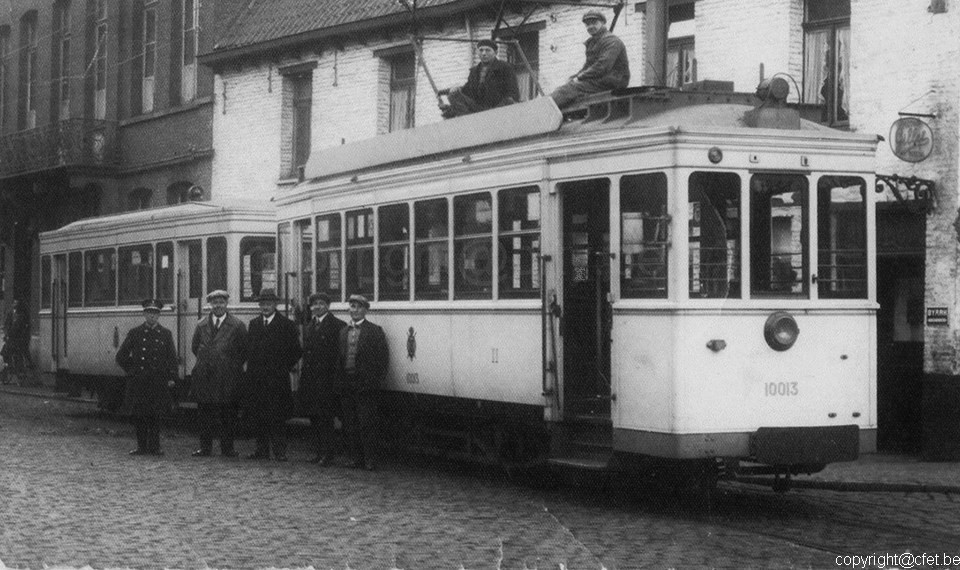
Automotrice type 10006 avec remorque sur la place de Templeuve probablement lors des essais de la traction électrique.

Le 9 janvier 1933, la traction électrique est mise en service sur la ligne par l'électrification de la section Tournai Rond-Point - Toufflers Douane, puis le 5 février, elle se voit attribuer l'indice T,,.
En 1936, la ligne se voit attribuer l'indice 1.

### Suppression
La ligne est supprimée le 26 avril 1952 en même temps que les autres lignes électriques du groupe de Tournai et la ligne 399 entrainant la fermeture à tout-trafic de la section Tournai Gare - Pont Delwart via la rue Royale et le quai Dumon, le tramway est remplacé par une  ligne d'autobus sous le même indice. Ses voies restent néanmoins utilisées pour le trafic fret jusqu'au 25 mars 1954 où le trafic fret cesse sur la ligne (ainsi que sur les anciennes lignes électriques de Tournai et la ligne 399), entrainant la fermeture à tout trafic de la section Tournai Faubourg de Maire - Toufflers Douane,.

### Vestiges
- Dépôts et stations : Néchin La Festingue, Tournai.

## Infrastructure

### Dépôts et stations
Néchin La Festingue.
Autres dépôts utilisés par la ligne situés sur le reste du groupe : Tournai.

## Exploitation

### Horaires
Tableaux :
- 401A en 1931, numéro partagé à partir du 6 septembre 1932 avec la ligne 401B Kain Station - Tournai Grand-Place[10] ;
- 667 en 1950[11].